# AMD-Radeon-RX-6000-Serie

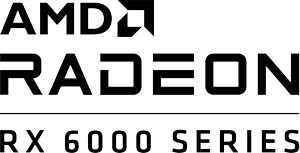
Logo

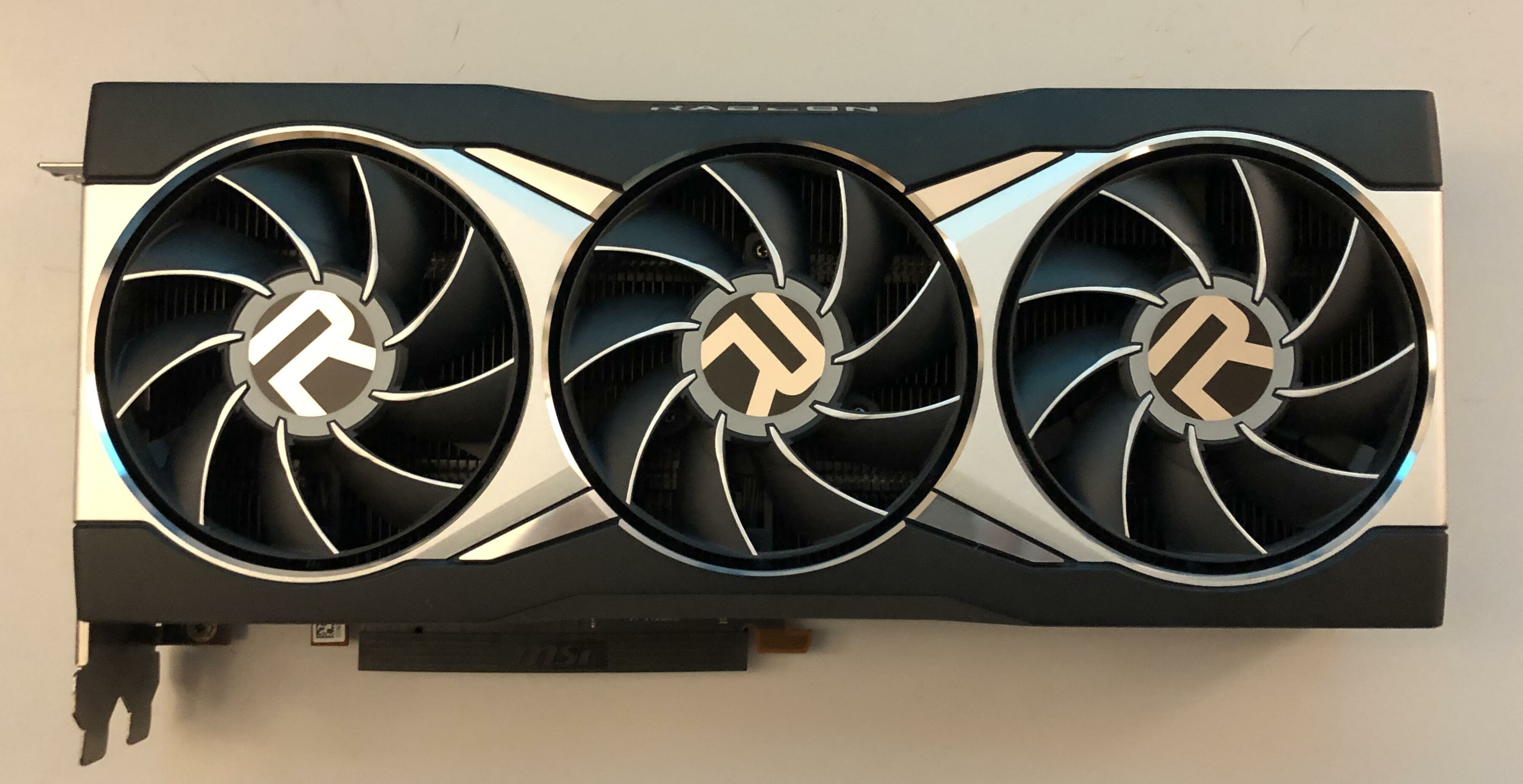
AMD RX 6900 XT im Referenzdesign

Die Radeon-RX-6000-Serie ist eine Serie von Grafikkarten der Firma AMD und Nachfolgegeneration der Radeon-RX-5000-Serie. Die Serie, welche auch als Big-Navi-Generation bezeichnet wird, wurde am 28. Oktober 2020 vorgestellt und verwendet erstmals die RDNA2-Architektur.
Nachfolger ist die AMD-Radeon-RX-7000-Serie, welche am 3. November 2022 offiziell vorgestellt wurde.

## RDNA2-Architektur
Die bei der Big-Navi-Generation verwendete Architektur wird als RDNA2 bezeichnet, wobei es sich um eine Weiterentwicklung der RDNA1-Architektur handelt. Der grundsätzliche Aufbau ist dabei unverändert geblieben: Big-Navi-GPUs setzen sich aus sogenannten Compute Units (CU) zusammen, wobei weiterhin jede CU aus 64 ALUs und 4 Textureinheiten besteht.
Eine Neuerung von RDNA2 ist die Entwicklung des Infinity-Cache. Dieser dient dazu, den bei leistungsfähigen Grafikkarten steigenden Bedarf an Speicherbandbreite zu kompensieren. Anstatt das Speicherinterface zu vergrößern oder/und schnellere Speicherchips zu verbauen, hat AMD einen weiteren Cache verbaut. Es handelt sich dabei um eine Adaption des L3-Caches der Zen-3-Prozessoren. AMD gibt an, dass die Kombination aus dem 256-Bit-Interface und Infinity Cache im Durchschnitt 117 Prozent mehr Bandbreite liefert als ein klassisches 384-Bit-Interface, weil die benötigten Daten häufig aus dem Cache bezogen werden können. Auch soll die Kombination bei höherer Leistung nur 90 Prozent der Energie eines 384-Bit-Interfaces verbrauchen.
Die von AMD veröffentlichte Formel zur Berechnung der effektiven Bandbreite des Infinity-Cache lautet: Anzahl der Speicherkanäle multipliziert mit dem Faktor 64 und multipliziert mit der Taktrate der Infinity-Fabrik (FLCK). Folgendermaßen für die Radeon Pro W6800 (Navi 21 XL): 16 * 64 * 1940 MHz = 1984,56 GB/s. Das ist das Resultat für die gelieferte Bandbreite. Die RDNA2-Generation im Vollausbau Navi 21 XTX und Navi 21 KXTX mit 5120 Shader-Prozessoren erreichen Taktraten von maximal 2738–2807 MHz. Der in 7nm Strukturgröße von TSMC gefertigte Chip hat eine Größe von 520mm² und beinhaltet 26,8 Milliarden Transistoren und hat somit eine Dichte von ~ 51,5384 Millionen Transistoren pro Quadratmillimeter. Der Fortschritt in der Fertigung im Vergleich zu RDNA1 Navi 10, ebenfalls 7 nm TSMC mit 251 mm² und 10,3 Milliarden Transistoren (Dichte ~ 41,0358 Mio. Tr/mm²) ist sehr beachtlich. Die reine Rechenleistung wurde bei der zweiten Generation mehr als verdoppelt. Big Navi ist in einigen Fällen mehr als doppelt so schnell und in den allermeisten Spielen deutlich leistungsfähiger als Navi 10.
Im Gegensatz zur Ersten Generation unterstützt RDNA2 nun DirectX 12 Ultimate mit Feature-Level 12.2. Dementsprechend wird nun auch Variable Rate Shading, Mesh Shader und Sampler Feedback unterstützt.
Eine weitere, wesentliche Neuerung von RDNA2 ist die hardwareseitige Unterstützung von Raytracing. Zu diesem Zweck ist in jeder Compute Unit ein Raytracing-Beschleuniger verbaut, dessen genaue Funktionsweise und Leistungsfähigkeit bisher unbekannt ist. Die RDNA2-Architektur findet nicht nur Anwendung am PC, sondern ist auch integraler Bestandteil bei den bekannten Konsolen wie Sony Playstation 5 in Form der Oberon bzw. Oberon Plus und XBOX X in Form der Scarlett.
Bei der Verfeinerung der Strukturbreite auf TSMC 6 nm erreicht der kleine Navi 24 Chip 6500 XT eine Taktrate an der Grenze von 3 Gigahertz.

## Datenübersicht

### Grafikprozessoren
| Grafik- Chip | Fertigung | Fertigung      | Fertigung   | Einheiten | Einheiten      | Einheiten      | Einheiten         | Einheiten             | Infinity- Cache | API-Support | API-Support | API-Support | API-Support | Video- pro- zessor | Bus- schnitt- stelle |
| Grafik- Chip | Prozess   | Transis- toren | Die- Fläche | ROPs      | Unified-Shader | Unified-Shader | Textur- einheiten | Raytracing- einheiten | Infinity- Cache | DirectX     | OpenGL      | OpenCL      | Vulkan      | Video- pro- zessor | Bus- schnitt- stelle |
| Grafik- Chip | Prozess   | Transis- toren | Die- Fläche | ROPs      | CUs            | ALUs           | Textur- einheiten | Raytracing- einheiten | Infinity- Cache | DirectX     | OpenGL      | OpenCL      | Vulkan      | Video- pro- zessor | Bus- schnitt- stelle |
| ------------ | --------- | -------------- | ----------- | --------- | -------------- | -------------- | ----------------- | --------------------- | --------------- | ----------- | ----------- | ----------- | ----------- | ------------------ | -------------------- |
| Navi 21      | TSMC N7   | 26,8 Mrd.      | 520 mm²     | 128       | 80             | 5.120          | 320               | 80                    | 128 MiB         | 12.2        | 4.6         | 2.1         | 1.3         | VCN 3.0.00         | PCIe 4.0 ×16         |
| Navi 22      | TSMC N7   | 17,2 Mrd.      | 335 mm²     | 064       | 40             | 2.560          | 160               | 40                    | 096 MiB         | 12.2        | 4.6         | 2.1         | 1.3         | VCN 3.0.00         | PCIe 4.0 ×16         |
| Navi 23      | TSMC N7   | 11,1 Mrd.      | 237 mm²     | 064       | 32             | 2.048          | 128               | 32                    | 032 MiB         | 12.2        | 4.6         | 2.1         | 1.3         | VCN 3.0.16         | PCIe 4.0 ×80         |
| Navi 24      | TSMC N6   | 05,4 Mrd.      | 107 mm²     | 032       | 16             | 1.024          | 064               | 16                    | 016 MiB         | 12.2        | 4.6         | 2.2         | 1.3         | VCN 3.0.33         | PCIe 4.0 ×40         |

### Desktop-Modelldaten
| Marke \| Modell | Marke \| Modell | Offizieller Launch | Grafikprozessor (GPU) | Grafikprozessor (GPU) | Grafikprozessor (GPU) | Grafikprozessor (GPU) | Grafikprozessor (GPU) | Grafikprozessor (GPU) | Grafikprozessor (GPU) | Grafikprozessor (GPU) | Grafikspeicher  | Grafikspeicher | Grafikspeicher      | Grafikspeicher              | Leistungsdaten          | Leistungsdaten          | Leistungsdaten | Leistungsdaten | Leistungsaufnahme | Leistungsaufnahme | Leistungsaufnahme |
| Marke \| Modell | Marke \| Modell | Offizieller Launch | Typ                   | Aktive Einheiten      | Aktive Einheiten      | Aktive Einheiten      | Aktive Einheiten      | Aktive Einheiten      | Chiptakt              | Chiptakt              | Speicher- größe | Speicher- takt | Speicher- interface | Speicher- bandbreite (GB/s) | Rechenleistung (TFlops) | Rechenleistung (TFlops) | Füllrate       | Füllrate       | TBP               | Messwerte         | Messwerte         |
| Marke \| Modell | Marke \| Modell | Offizieller Launch | Typ                   | ROPs                  | CUs                   | ALUs                  | Textur- einheiten     | Raytracing- einheiten | Basis (MHz)           | Boost (MHz)           | Speicher- größe | Speicher- takt | Speicher- interface | Speicher- bandbreite (GB/s) | 32 bit                  | 64 bit                  | Pixel (GP/s)   | Texel (GT/s)   | TBP               | Idle              | 3D- Last          |
| --------------- | --------------- | ------------------ | --------------------- | --------------------- | --------------------- | --------------------- | --------------------- | --------------------- | --------------------- | --------------------- | --------------- | -------------- | ------------------- | --------------------------- | ----------------------- | ----------------------- | -------------- | -------------- | ----------------- | ----------------- | ----------------- |
| Radeon RX       | 6400            | 19. Jan. 2022      | Navi 24               | 032                   | 12                    | 0768                  | 048                   | 12                    | 1923                  | 2321                  | 04 GiB GDDR6    | 2000 MHz       | 064 Bit             | 128                         | 03,57                   | 0,22                    | 074,3          | 111,4          | 053 W             | 3 W               | 51 W              |
| Radeon RX       | 6500 XT         | 19. Jan. 2022      | Navi 24               | 032                   | 16                    | 1.024                 | 064                   | 16                    | 2310                  | 2815                  | 04 GiB GDDR6    | 2248 MHz       | 064 Bit             | 144                         | 05,77                   | 0,36                    | 090,1          | 180,2          | 107 W             | 4 W               | 100 W             |
| Radeon RX       | 6500 XT         | 19. Jan. 2022      | Navi 24               | 032                   | 16                    | 1.024                 | 064                   | 16                    | 2310                  | 2815                  | 08 GiB GDDR6    | 2248 MHz       | 064 Bit             | 144                         | 05,77                   | 0,36                    | 090,1          | 180,2          | 113 W             | k. A.             | 115 W             |
| Radeon RX       | 6600            | 13. Okt. 2021      | Navi 23               | 064                   | 28                    | 1.792                 | 112                   | 28                    | 1626                  | 2491                  | 08 GiB GDDR6    | 1750 MHz       | 128 Bit             | 224                         | 08,93                   | 0,56                    | 159,4          | 279,0          | 132 W             | 4 W               | 131 W             |
| Radeon RX       | 6600 XT         | 30. Juli 2021      | Navi 23               | 064                   | 32                    | 2.048                 | 128                   | 32                    | 1968                  | 2589                  | 08 GiB GDDR6    | 2000 MHz       | 128 Bit             | 256                         | 10,60                   | 0,66                    | 165,7          | 331,4          | 160 W             | 5 W               | 159 W             |
| Radeon RX       | 6650 XT         | 10. Mai 2022       | Navi 23               | 064                   | 32                    | 2.048                 | 128                   | 32                    | 2055                  | 2635                  | 08 GiB GDDR6    | 2190 MHz       | 128 Bit             | 280                         | 10,79                   | 0,67                    | 168,6          | 337,3          | 176 W             | 5 W               | 177 W             |
| Radeon RX       | 6700            | 9. Juni 2021       | Navi 22               | 064                   | 36                    | 2.304                 | 144                   | 36                    | 1941                  | 2450                  | 10 GiB GDDR6    | 2000 MHz       | 160 Bit             | 320                         | 11,29                   | 0,71                    | 156,8          | 352,8          | 175 W             | 8 W               | 189 W             |
| Radeon RX       | 6700 XT         | 3. März 2021       | Navi 22               | 064                   | 40                    | 2.560                 | 160                   | 40                    | 2321                  | 2581                  | 12 GiB GDDR6    | 2000 MHz       | 192 Bit             | 384                         | 13,21                   | 0,83                    | 165,2          | 413,0          | 230 W             | 7 W               | 219 W             |
| Radeon RX       | 6750 GRE        | 17. Okt. 2023      | Navi 22               | 064                   | 36                    | 2.304                 | 144                   | 36                    | 1941                  | 2450                  | 10 GiB GDDR6    | 2000 MHz       | 160 Bit             | 320                         | 11,29                   | 0,71                    | 156,8          | 352,8          | 170 W             | k. A.             | k. A.             |
| Radeon RX       | 6750 GRE        | 17. Okt. 2023      | Navi 22               | 064                   | 40                    | 2.560                 | 160                   | 40                    | 2321                  | 2581                  | 12 GiB GDDR6    | 2250 MHz       | 192 Bit             | 432                         | 13,21                   | 0,83                    | 165,2          | 413,0          | 250 W             | k. A.             | k. A.             |
| Radeon RX       | 6750 XT         | 3. März 2022       | Navi 22               | 064                   | 40                    | 2.560                 | 160                   | 40                    | 2150                  | 2600                  | 12 GiB GDDR6    | 2250 MHz       | 192 Bit             | 432                         | 13,21                   | 0,83                    | 166,4          | 416,0          | 250 W             | 8 W               | 221 W             |
| Radeon RX       | 6800            | 28. Okt. 2020      | Navi 21               | 096                   | 60                    | 3.840                 | 240                   | 60                    | 1700                  | 2105                  | 16 GiB GDDR6    | 2000 MHz       | 256 Bit             | 512                         | 16,17                   | 1,01                    | 202,1          | 505,2          | 250 W             | 7 W               | 231 W             |
| Radeon RX       | 6800 XT         | 28. Okt. 2020      | Navi 21               | 128                   | 72                    | 4.608                 | 288                   | 72                    | 1825                  | 2250                  | 16 GiB GDDR6    | 2000 MHz       | 256 Bit             | 512                         | 20,74                   | 1,30                    | 288,0          | 648,0          | 300 W             | 7 W               | 298 W             |
| Radeon RX       | 6900 XT         | 28. Okt. 2020      | Navi 21               | 128                   | 80                    | 5.120                 | 320                   | 80                    | 1825                  | 2250                  | 16 GiB GDDR6    | 2000 MHz       | 256 Bit             | 512                         | 23,04                   | 1,44                    | 288,0          | 720,0          | 300 W             | 8 W               | 303 W             |
| Radeon RX       | 6950 XT         | 10. Mai 2022       | Navi 21               | 128                   | 80                    | 5.120                 | 320                   | 80                    | 1890                  | 2310                  | 16 GiB GDDR6    | 2250 MHz       | 256 Bit             | 576                         | 23,65                   | 1,48                    | 295,7          | 739,2          | 335 W             | 9 W               | 348 W             |

### Notebook-Modelldaten
| Marke \| Modell | Marke \| Modell | Offizieller Launch | Grafikprozessor (GPU) | Grafikprozessor (GPU) | Grafikprozessor (GPU) | Grafikprozessor (GPU) | Grafikprozessor (GPU) | Grafikprozessor (GPU) | Grafikprozessor (GPU) | Grafikprozessor (GPU) | Grafikspeicher  | Grafikspeicher | Grafikspeicher      | Grafikspeicher              | Leistungsdaten          | Leistungsdaten          | Leistungsdaten | Leistungsdaten | Leistungs- aufnahme |
| Marke \| Modell | Marke \| Modell | Offizieller Launch | Typ                   | Aktive Einheiten      | Aktive Einheiten      | Aktive Einheiten      | Aktive Einheiten      | Aktive Einheiten      | Chiptakt              | Chiptakt              | Speicher- größe | Speicher- takt | Speicher- interface | Speicher- bandbreite (GB/s) | Rechenleistung (TFlops) | Rechenleistung (TFlops) | Füllrate       | Füllrate       | Leistungs- aufnahme |
| Marke \| Modell | Marke \| Modell | Offizieller Launch | Typ                   | ROPs                  | CUs                   | ALUs                  | Textur- einheiten     | Raytracing- einheiten | Basis (MHz)           | Boost (MHz)           | Speicher- größe | Speicher- takt | Speicher- interface | Speicher- bandbreite (GB/s) | 32 bit                  | 64 bit                  | Pixel (GP/s)   | Texel (GT/s)   | Leistungs- aufnahme |
| --------------- | --------------- | ------------------ | --------------------- | --------------------- | --------------------- | --------------------- | --------------------- | --------------------- | --------------------- | --------------------- | --------------- | -------------- | ------------------- | --------------------------- | ----------------------- | ----------------------- | -------------- | -------------- | ------------------- |
| Radeon RX       | 6450M           | 4. Jan. 2023       | Navi 24               | 32                    | 12                    | 0768                  | 048                   | 12                    | 2000                  | 2460                  | 04 GiB GDDR6    | 2000 MHz       | 064 Bit             | 128                         | 03,78                   | 0,24                    | 078,7          | 118,1          | 050 W               |
| Radeon RX       | 6500M           | 4. Jan. 2022       | Navi 24               | 32                    | 16                    | 1.024                 | 064                   | 16                    | 2000                  | 2400                  | 04 GiB GDDR6    | 2250 MHz       | 064 Bit             | 144                         | 04,92                   | 0,31                    | 076,8          | 153,6          | 050 W               |
| Radeon RX       | 6550M           | 4. Jan. 2023       | Navi 24               | 32                    | 16                    | 1.024                 | 064                   | 16                    | 2000                  | 2840                  | 04 GiB GDDR6    | 2250 MHz       | 064 Bit             | 144                         | 05,82                   | 0,36                    | 090,9          | 181,8          | 080 W               |
| Radeon RX       | 6600M           | 31. Mai 2021       | Navi 23               | 64                    | 28                    | 1.792                 | 112                   | 28                    | 2068                  | 2416                  | 08 GiB GDDR6    | 1750 MHz       | 128 Bit             | 224                         | 08,66                   | 0,54                    | 154,6          | 270,6          | 100 W               |
| Radeon RX       | 6650M           | 4. Jan. 2022       | Navi 23               | 64                    | 28                    | 1.792                 | 112                   | 28                    | 2068                  | 2416                  | 08 GiB GDDR6    | 1750 MHz       | 128 Bit             | 224                         | 08,66                   | 0,54                    | 154,6          | 270,6          | 120 W               |
| Radeon RX       | 6650M XT        | 4. Jan. 2022       | Navi 23               | 64                    | 32                    | 2.048                 | 128                   | 32                    | 2068                  | 2416                  | 08 GiB GDDR6    | 2000 MHz       | 128 Bit             | 256                         | 09,90                   | 0,62                    | 154,6          | 309,2          | 120 W               |
| Radeon RX       | 6700M           | 31. Mai 2021       | Navi 22               | 64                    | 36                    | 2.304                 | 144                   | 36                    | 1489                  | 2400                  | 10 GiB GDDR6    | 2000 MHz       | 160 Bit             | 320                         | 11,06                   | 0,69                    | 153,6          | 345,6          | 135 W               |
| Radeon RX       | 6800M           | 31. Mai 2021       | Navi 22               | 64                    | 40                    | 2.560                 | 160                   | 40                    | 2116                  | 2390                  | 12 GiB GDDR6    | 2000 MHz       | 192 Bit             | 384                         | 12,24                   | 0,76                    | 153,0          | 382,4          | 145 W               |
| Radeon RX       | 6850M XT        | 4. Jan. 2022       | Navi 22               | 64                    | 40                    | 2.560                 | 160                   | 40                    | 2321                  | 2581                  | 12 GiB GDDR6    | 2250 MHz       | 192 Bit             | 432                         | 13,21                   | 0,83                    | 165,2          | 413,0          | 165 W               |

| Marke \| Modell | Marke \| Modell | Offizieller Launch | Grafikprozessor (GPU) | Grafikprozessor (GPU) | Grafikprozessor (GPU) | Grafikprozessor (GPU) | Grafikprozessor (GPU) | Grafikprozessor (GPU) | Grafikprozessor (GPU) | Grafikprozessor (GPU) | Grafikspeicher  | Grafikspeicher | Grafikspeicher      | Grafikspeicher              | Leistungsdaten          | Leistungsdaten          | Leistungsdaten | Leistungsdaten | Leistungs- aufnahme |
| Marke \| Modell | Marke \| Modell | Offizieller Launch | Typ                   | Aktive Einheiten      | Aktive Einheiten      | Aktive Einheiten      | Aktive Einheiten      | Aktive Einheiten      | Chiptakt              | Chiptakt              | Speicher- größe | Speicher- takt | Speicher- interface | Speicher- bandbreite (GB/s) | Rechenleistung (TFlops) | Rechenleistung (TFlops) | Füllrate       | Füllrate       | Leistungs- aufnahme |
| Marke \| Modell | Marke \| Modell | Offizieller Launch | Typ                   | ROPs                  | CUs                   | ALUs                  | Textur- einheiten     | Raytracing- einheiten | Basis (MHz)           | Boost (MHz)           | Speicher- größe | Speicher- takt | Speicher- interface | Speicher- bandbreite (GB/s) | 32 bit                  | 64 bit                  | Pixel (GP/s)   | Texel (GT/s)   | Leistungs- aufnahme |
| --------------- | --------------- | ------------------ | --------------------- | --------------------- | --------------------- | --------------------- | --------------------- | --------------------- | --------------------- | --------------------- | --------------- | -------------- | ------------------- | --------------------------- | ----------------------- | ----------------------- | -------------- | -------------- | ------------------- |
| Radeon RX       | 6550S           | 4. Jan. 2023       | Navi 24               | 32                    | 16                    | 1.024                 | 064                   | 16                    | 2000                  | 2400                  | 4 GiB GDDR6     | 2000 MHz       | 064 Bit             | 128                         | 4,92                    | 0,31                    | 076,8          | 153,6          | 050 W               |
| Radeon RX       | 6600S           | 4. Jan. 2022       | Navi 23               | 64                    | 28                    | 1.792                 | 112                   | 28                    | 1700                  | 2000                  | 4 GiB GDDR6     | 1750 MHz       | 128 Bit             | 224                         | 7,17                    | 0,45                    | 128,0          | 224,0          | 080 W               |
| Radeon RX       | 6700S           | 4. Jan. 2022       | Navi 23               | 64                    | 28                    | 1.792                 | 112                   | 28                    | 1700                  | 2000                  | 8 GiB GDDR6     | 1750 MHz       | 128 Bit             | 224                         | 7,17                    | 0,45                    | 128,0          | 224,0          | 080 W               |
| Radeon RX       | 6800S           | 4. Jan. 2022       | Navi 23               | 64                    | 32                    | 2.048                 | 128                   | 32                    | 1800                  | 2100                  | 8 GiB GDDR6     | 2000 MHz       | 128 Bit             | 256                         | 8,60                    | 0,54                    | 134,4          | 268,8          | 100 W               |